# Polyrhachis fortis
Polyrhachis fortis é uma espécie de formiga do gênero Polyrhachis, pertencente à subfamília Formicinae.